# 根茎冰草
根茎冰草（学名：Agropyron michnoi）为禾本科冰草属下的一个种。